# كارين فرانكلين
كارين فرانكلين (بالإنجليزية: Caryn Franklin)‏ هي صحفية ومقدمة تلفزيونية بريطانية، ولدت في 11 يناير 1959 في لندن في المملكة المتحدة.

## وصلات خارجية
- الموقع الرسمي